# Desert Storm Records
Desert Storm Records es una discográfica encabezada por DJ Clue, un famoso DJ de hip hop que, entre otras cosas, es un asiduo a la radio neoyorquina Power 105.1. Algunos de los artistas del sello incluyen a Fabolous, Joe Budden, Stack Bundles, A-Team, Paul Cain y DJ Envy. Antiguamente, la compañía distribuía por medio de Elektra Records, y actualmente lo hace por Atlantic Records.
- Datos: Q920079